# Don Arden

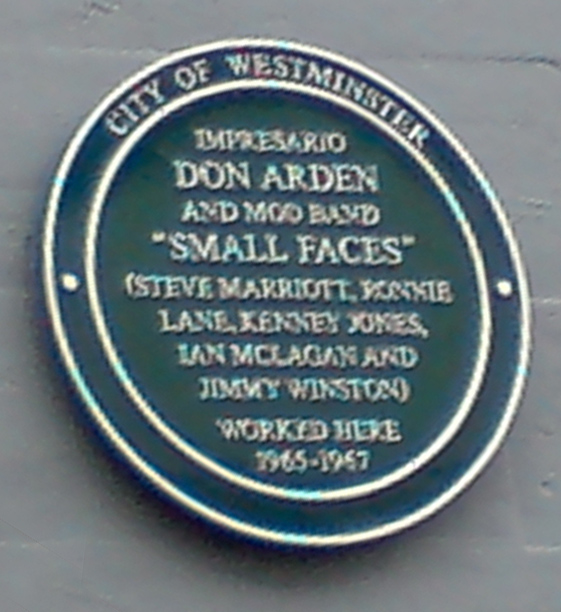
Plakkaat van de rock en rollband Small faces

Don Arden, geboren als Harry Levy (Manchester, 4 januari 1926 – Los Angeles, 21 juli 2007) was een Engels artiestenmanager, agent en zakenman. Hij is bekend geworden als ontdekker van rockbands The Small Faces, Electric Light Orchestra (ELO) en Black Sabbath. Hij was de vader van Sharon Osbourne (en daarmee schoonvader van Ozzy Osbourne). Hij had de reputatie een moeilijke en opvliegende man te zijn, en had de bijnaam "Al Capone van de pop".